# Хрест (геральдика)
Хрест (англ. cross, ісп. cruz, нім. Kreuz, пол. krzyż, порт. cruz, рос. крест, фр. croix) — у геральдиці, блазонуванні поєднання стовпа і балки у вигляді хреста на щиті. Почесна або головна геральдична фігура.

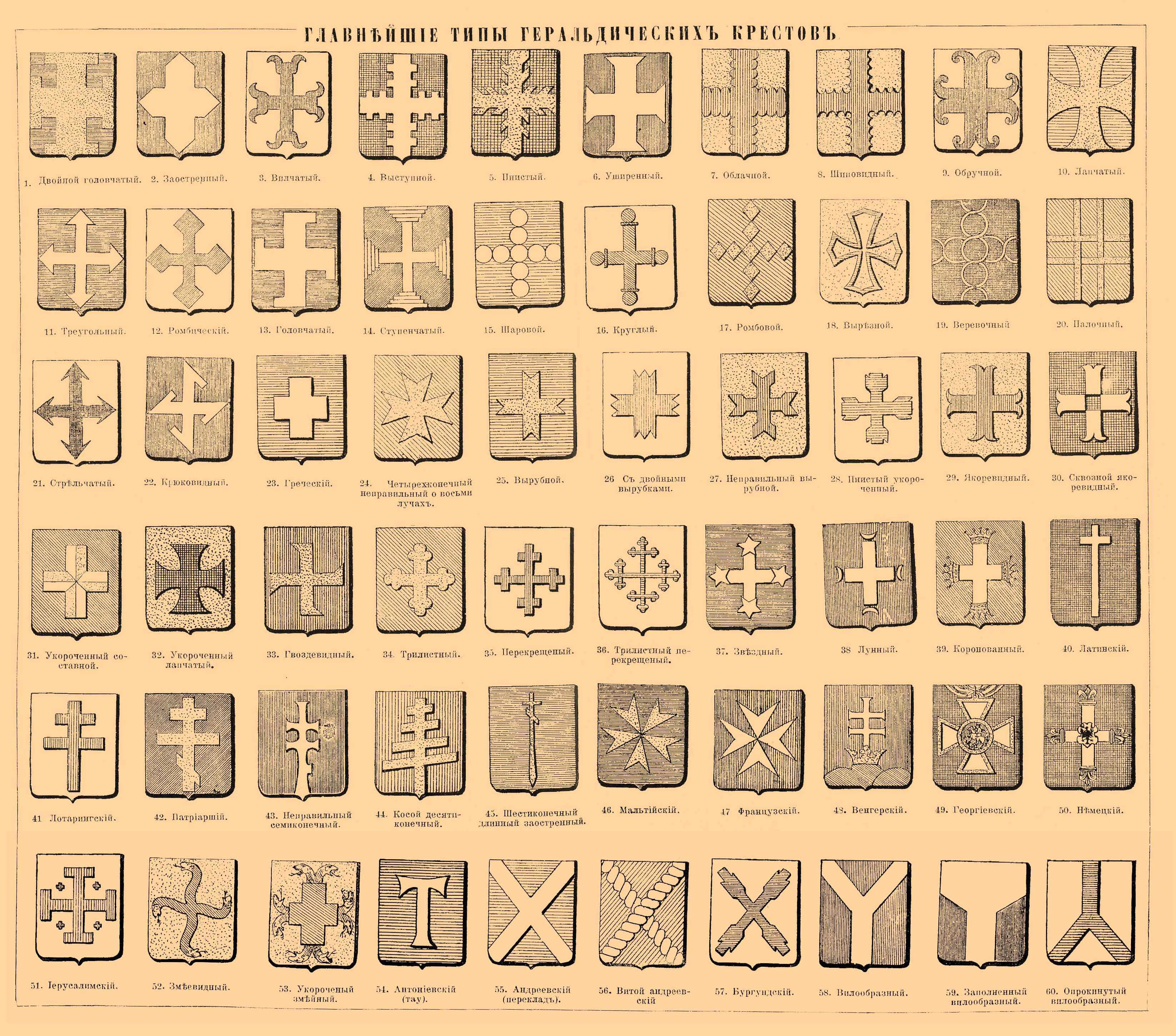
Типологія хрестів за Павлом Вінклером (опис)

У геральдиці хрест належить до почесних геральдичних фігур і займає 2/7 ширини гербового щита. Всього існує близько 200 різних видів хрестів. Досить поширеним є приписування тієї чи іншої форми хреста до певної організації, території або державного утворення.
У разі, якщо хрест не торкається хоча б двох сторін геральдичного щита, він називається укороченим і належить не до почесних, а до простих (другорядних) геральдичних, або до негеральдичних фігур.

## Геральдичні хрести
У геральдиці найбільш поширеними є три види хрестів: прямий, косий і вилоподібний.
| прямий хрест            | прямий хрест            | прямий хрест            |
| Скорочений прямий хрест | Скорочений прямий хрест | Скорочений прямий хрест |
| прямий хрест            | прямий хрест            | прямий хрест            |

| косий хрест            | косий хрест            | косий хрест            |
| Скорочений косий хрест | Скорочений косий хрест | Скорочений косий хрест |
| косий хрест            | косий хрест            | косий хрест            |

| вилоподібний хрест             | вилоподібний хрест             | вилоподібний хрест                    |
| вилоподібний хрест             | вилоподібний хрест             | вилоподібний хрест                    |
| Хвилястий вилоподібний хрест   | Скорочений вилоподібний хрест  | Скорочений вилоподібний хрест         |
| Перекинутий вилоподібний хрест | Перекинутий вилоподібний хрест | Повний перекинутий вилоподібний хрест |

## Гербові хрести
Інші форми хрестів є менш поширеними і зазвичай зустрічаються які прості (другорядні) геральдичні або негеральдичні фігури.
| Зображення                                                              | Назва                                        | Приклад | Геральдичний опис прикладу |
| ----------------------------------------------------------------------- | -------------------------------------------- | ------- | --- |
|                                                                         | тамплієрський кавалерійський кавалерський    |         | Герб міста Кричев в Білорусі: у червоному полі золотий кавалерський хрест, ліворуч від якого срібний меч вістрям вгору. |
|                                                                         | козацький лицарський клинчатий уширений      |         | Герб округу Гомс у Швейцарії: у пересіченому на червоне і срібне полі два змінно забарвлені лицарські хрести. |
|                                                                         | миличний                                     |         | Герб комуни Беттон у Франції: у золотому полі чорний миличний хрест, що супроводжується з кутів чотирма біличними хвостиками того ж кольору. |
|                                                                         | уширений на кінцях                           |         | Герб комуни Фоєртален у Швейцарії: у блакитному полі срібний хрест під лезом коси того ж металу. |
|                                                                         | перехрещений                                 |         | Герб муніципалітету Беранго в Іспанії: у розсіченому щиті срібний перехрещений хрест, що супроводжується з кутів чотирма золотими ліліями, у блакиті та чотири чорні з червленими язиками та озброєнням собаки у стовп у сріблі. |
|                                                                         | якірний                                      |         | Герб комуни Фаллерон у Франції: у зеленому полі зі срібною хвилястою головою золотий якірний хрест. |
|                                                                         | млиновий                                     |         | Герб комуни Ле-Карбаньяль у Франції: у блакитному полі срібний млиновий хрест, що супроводжується по кутах чотирма ромбами того ж кольору. |
|                                                                         | лілієподібний                                |         | Герб комуни Буансс-санс-Авуар у Франції: у червоному полі срібний лілієподібний хрест, що супроводжується кутами чотирма золотими трилисниками. |
|                                                                         | конюшиноподібний трилисний боттони           |         | Герб коммуни Агількур у Франції: у розсіченому на червоне і золото щиті конюшиноподібнийхрест у чероному полі та блакитний повсталий лев у золотому. |
|                                                                         | загострений                                  |         | Герб комуни Пайзац у Франції: у червоному полі срібний загострений хрест, що супроводжується в кутах чотирма золотими ліліями. |
|                                                                         | кулеподібний                                 |         | Герб муніципалітету Ліс-Авельянес-і-Санта-Лінья в Іспанії: у пересіченому на срібло та зелень щиті зелене оливкове дерево у сріблі та срібний кулястий хрест у зелені. |
|                                                                         | філфот свастика                              |         | Польський шляхетський герб Борейко: у срібному полі червона свастика. |
|                                                                         | стрілохрест                                  |         | Герб міста Путаендо в Чилі: щит перетятий і напіврозсічений; у першій частині в зеленому полі три золоті колоси з одного кореня під срібною п'ятикутною зіркою між двох срібних шабель; друга частина шестикратно скошена на червень та золото; у третій частині в блакитному полі срібний стрілохрест, що супроводжується з кутів чотирма листками того ж металу. |
| Види хрестів, асоційовані з певними територіями чи лицарськими орденами |                                              |         | |
|                                                                         | мальтійський іоанітський                     |         | Герб комуни Ронталон у Франції: у червоному щиті із золотою главою, обтяженою трьома зеленими яблуками з двома зеленими листками кожного, срібний мальтійський хрест. |
|                                                                         | єрусалимський                                |         | Герб комуни Оліве у Франції: у зеленому полі два срібні вузькі хвилясті пояси, поверх яких вістря того ж металу, обтяжене червленим єрусалимським хрестом. |
|                                                                         | кельтський                                   |         | Герб князівства-єпископства Священної Римської імперії Вюрцбург: у срібному щиті із червленим зубчастим розділом чорний кельтський хрест. |
|                                                                         | яківський ордена Сантьяго                    |         | Герб муніципалітету Улеа в Іспанії: у срібному полі з червоною облямівкою, обтяженою сімома срібними п'ятилистими квітками, червоний яківський хрест. |
|                                                                         | тулузький окситанський катарський            |         | Герб комуни Жемій у Франції: у червоному щиті золотий окситанський хрест. |
|                                                                         | сербський                                    |         | Герб Сербії: у червоному щиті срібний хрест, що супроводжується з кутів чотирма кресами того ж металу. |
|                                                                         | бургундський                                 |         | Герб муніципалітету Сан-Андреу-Салоу в Іспанії: у блакитному щиті срібний укорочений бургундський хрест. |
|                                                                         | єгипетський анкх                             |         | Герб Террі Пратчетта: у чорному щиті анх між чотирма кулями, покладеними в косий хрест; всі фігури срібні. |
| Християнські хрести                                                     |                                              |         | |
|                                                                         | латинський                                   |         | Герб комуни Емарг у Франції: у пересіченому на блакить і срібло щиті поверх усього золотий латинський хрест у перев'яз. |
|                                                                         | святого Петра                                |         | Герб села Кучеров в Чехії: в розсіченому на золото і блакить щиті блакитний хрест святого Петра в золоті і срібний сошник вістрям вгору в блакиті. |
|                                                                         | святого Антонія Тау-крест укорочений костиль |         | Герб парафії Рьоньо в Швеції: у срібному полі обтяжений меншим срібним тау-хрестом хрест святого Антонія між червоними алхімічним символом міді та полум'ям. |
|                                                                         | папський                                     |         | Герб муніципалітету Ал-Суларас в Іспанії: в лазуровому полі срібний папський хрест між двомя сонцями. |
|                                                                         | патріарший архієпископський лотаринзький     |         | Герб комуни Дегерсгайм у Швейцарії: у розсіченому на чорне та золото щиті золоте вирване оливкове дерево у черні та чорний архієпископський хрест у золоті. |
|                                                                         | православний                                 |         | Герб Херсона до жовтневого перевороту: у блакитному щиті срібний православний хрест, що супроводжується з боків і знизу золотими імператорськими коронами. |
|                                                                         | голгофський                                  |         | Герб муніципалітету Фульєда в Іспанії: у срібному полі чорний голгофський хрест. |

## Галерея

Звичайний
Тонкий
Вузький